# 론 무디
론 무디(Ron Moody, 1924년 1월 8일 ~ 2015년 6월 11일)는 잉글랜드의 배우이다.

## 출연 작품
- 설러브레이트 '올리버!' (2005)
- 계시 (2001)
- 아더 왕궁의 소년 (1995)
- 이스트엔더스 (1985)
- 더 빌 (1984)
- 행복을 파는 기계 (1983)
- 애꾸눈 해피 (1982)
- 거짓속의진실 (1982)
- 오델로 (1981)
- 유물 (1978)
- 스트레인지 케이스 (1977)
- 늑대인간의 전설 (1975)
- 비둘기가 날 때 (1971)
- 12개의 의자 (1970)
- 데이빗 코퍼필드 (1970)
- 올리버 (1968)
- 맥긴티 부인의 죽음 (1964)
- 썸머 홀리데이 (1963)
- 약소국 그랜드 펜윅 이야기 2 (1963)